# Slovenské Pravno
Slovenské Pravno (in ungherese Tótpróna, in tedesco Windisch-Prona) è un comune della Slovacchia facente parte del distretto di Turčianske Teplice, nella regione di Žilina.